# 焦磷酸钙
焦磷酸钙，化学式Ca2P2O7。

## 性质
焦磷酸钙是一种白色粉末，不溶于水和醇，溶于稀盐酸和硝酸，水悬浮液呈酸性。根据温度不同，可有三种不同的晶型：α型（1210 °C）、β型（750～900 °C）和γ型（530～750 °C）。

## 制备
1、由磷酸氢钙在高温下进行煅烧脱水再经粉碎制得。
{\displaystyle {\rm {\ 2CaHPO_{4}\rightarrow Ca_{2}P_{2}O_{7}+H_{2}O}}}
2、焦磷酸钠与氯化钙溶液在90 °C发生复分解，生成无水焦磷酸钙。经水洗、离心脱水、水洗、干燥、煅烧和粉碎，制得焦磷酸钙成品。
{\displaystyle {\rm {\ Na_{4}P_{2}O_{7}+2CaCl_{2}\rightarrow Ca_{2}P_{2}O_{7}+4NaCl}}}

## 用途
焦磷酸钙用作牙膏磨料、涂料填料、电材萤光体。也在食品工业中用作缓冲剂、中和剂、营养增补剂和酵母养料。